# Budowlani Poznań
Budowlani Poznań – poznański, wielosekcyjny klub sportowy. Założony w 1940 jako KS Strzelecka.

## Historia
Podczas okupacji hitlerowskiej uczestniczył w rozgrywkach konspiracyjnych o mistrzostwo Poznania. Podczas pierwszych mistrzostostw w 1940 roku, KS Strzelecka zdobyła wicemistrzostwo Poznania tuż za KS Chwaliszewo. W następnych mistrzostwach rozgrywanych w 1941 roku, KS Strzelecka zakwalifikowała się do finałowej czwórki. Rozgrywki zostały jednak przerwane po pięciu rozegranych kolejkach, przez interweniujące władze okupacyjne. Szóstą brakującą kolejkę rozegrano dopiero po zakończeniu wojny w 1945 roku, kolejność była następująca: 1). Dębiec, 2). Górczyn, 3). Wilda, 4). Strzelecka.
W 1945 roku (17.III) wznowił działalność jako KS Dąb i jako jeden z silniejszych klubów rozpoczął rozgrywki w klasie "A".
W 1952 roku Dąb zdobył mistrzostwo kl. A i awansował do nowo powstałej ligi międzywojewódzkiej (ówczesna III liga), w której grał przez trzy sezony: 1953 – 4. miejsce, 1954 – 8. miejsce, 1955 8. miejsce. W 1956 roku, po likwidacji ligi międzywojewódzkiej, KS Dąb występował w nowo powstałej lidze okręgowej, skupiającej najsilniejsze drużyny  ówczesnego województwa poznańskiego i zajął – 10. miejsce, spadając do kl. A.
W 1957 roku klub zmienia nazwę na KS Budowlani i pod tą nazwą występował, aż do zaprzestania działalności. W sezonie 1960/1961 klub zajął – 9 przedostatnie miejsce w kl. A i został zdegradowany do kl. B. Odtąd, aż do końca swojej działalności klub nie odzyskał już dawnej świetności grając na przemian w kl. A i kl B, sporadycznie awansując do ligi okręgowej.

## Sukcesy
- III liga (międzywojewódzka) w sezonach: 1953, 1954, 1955.

## inne sekcje
- Boks – pierwsza liga w sezonie 1957/58 (liczne sukcesy indywidualne: J. Liedtke w 1957 wicemistrz Polski w wadze muszej, brązowe medale w 1953, 1955 i 1958; M.Kaczmarek wicemistrz Polski w 1955, w wadze lekkiej i wicemistrz Polski w 1956 w wadze lekkopółśredniej; A. Siodła wicemistrz Polski w 1962 w wadze lekkośredniej; R. Jakubowski brązowy medal MP w 1960 w wadze półśredniej).
- Brydż – Drużynowi mistrzowie Polski w sezonach: 1986-1987, 1983-1984, 1980-1981, 1979-1980, 1975, 1972
- Siatkówka
- Kajakarstwo
- Tenis stołowy
- Szermierka